# Conflit (sciences sociales)
Pour les articles homonymes, voir Conflit.
Un conflit, ou situation conflictuelle, est un état d'opposition entre personnes ou entités. Le conflit est chargé d'émotions telles que la colère, la frustration, la peur, la tristesse, la rancune, le dégoût. Parfois, il peut être fait d'agressivité et de violence.
Le terme conflit est également utilisé pour décrire un état de contradiction de textes juridiques ou conflit de loi. Ou bien des contre-indications (par exemple l'usage de médicaments par des patients présentant des pathologies particulières) ou des incompatibilités (systèmes en place mais dont la coexistence dans un même contexte ou dans une même vision n'est pas garantie).

## Définition du conflit entre personnes
Le fait de ne pas être d'accord avec des idées ne caractérise pas forcément une situation de conflit. Celui-ci survient souvent quand une des parties essaie d'affirmer ses positions sans tenir compte des positions des autres.
Au sens strict, un conflit est un contentieux sur un ou des points de droit. On entend par conflit, au sens profond ou authentique du terme, l’affrontement de deux ou plusieurs volontés individuelles ou collectives qui manifestent les unes à l’égard des autres une intention hostile et une volonté d’agression, à cause d’un droit à retrouver ou à maintenir. Ces volontés essaient de briser la résistance de l’autre, éventuellement par le recours à la violence. En ce sens, la guerre est l'exemple paradigmatique du conflit armé.
Le terme de conflit est aussi utilisé au sens figuré ou métaphorique. On parlera ainsi de conflit de devoirs, de conflit d’horaires ou encore de conflits d’intérêts. De même, par extension, le terme de conflit est utilisé pour qualifier de vagues rivalités, des compétitions, des désaccords ou des antagonismes qui ne donnent pas lieu à un heurt.
On pense souvent que le conflit entre des personnes est une « mauvaise » relation. Pourtant, de nombreux sociologues (comme Georg Simmel), philosophes (comme Hegel ou Nietzsche) ou psychologues développent une vision plus positive du conflit comme mode de relation entre individus. Les psychologues Dominique Picard et Edmond Marc considèrent que les conflits ne sont pas des erreurs de la communication, mais qu'il est aussi normal et banal de se disputer que de bien s'entendre : « les problèmes relationnels sont inhérents à la nature et à la dynamique d'une relation parce que vivre ensemble et communiquer, c'est compliqué et difficile ». Cependant, le conflit est souvent vécu dans la souffrance et, contrairement à la bonne entente, il empêche la relation de progresser et d'être productive et les partenaires de s'épanouir. C'est pourquoi il est souvent nécessaire de le réguler et de le résoudre. Mais pour cela, il est plus important de permettre aux partenaires de comprendre ce qui se passe entre eux et de conduire leur relation (au lieu de se laisser conduire par elle) que de les amener (par la contrainte ou la persuasion) vers une « bonne entente » qui ne tiendrait pas compte de la réalité de leurs divergences.

## Différentes sortes de conflits
On peut proposer la classification suivante :
- Les conflits intra-personnels
- Les conflits inter-personnels
- Les conflits intra-groupes
- Les conflits inter-groupes

### Conflit intra-personnel
Le conflit qu'une personne subit en elle peut lui permettre d'accéder à un changement qui la satisfera au point qu'elle n'aura aucun regret quant à la situation antérieure. Mais il peut aussi provoquer des états tels que la personne en viendra à l'automutilation, voire au suicide si elle considère qu'elle n'a pas d'autre solution.
Ce sont les conflits internes qu'un sujet peut éprouver: désirs contradictoires, ambivalence des sentiments etc. On parle alors de conflit psychique, lequel n'est pas nécessairement de nature pathologique. Chacun d'entre nous vit à des degrés divers ce type de conflit interne qui participe de la structuration profonde de notre personnalité. La théorie psychanalytique développe ces fonctionnements dans la description qu'elle opère des mécanismes de défense. Lorsqu'une de mes pensées m'est insupportable, je peux par exemple la refouler ou bien la projeter sur autrui ou bien encore la dénier.
Ainsi, un conflit peut déchirer une personne en elle-même. La confrontation à l'inconnu, la perte d'un être cher, par décès ou abandon, peut provoquer un état conflictuel. Celui-ci comportera plusieurs étapes qui sont contournables en cas de changement favorable :
- choc
- colère
- dépression
- acceptation
- accueil

### Conflits inter-personnels
Un conflit entre des personnes apparaît lorsque des parties s'affrontent. Ici le conflit implique la relation de deux personnes au moins. Il peut s'agir d'un couple, de voisins, d'amis, d'un piéton et d'un automobiliste (peut-être déjà de l'inter-groupe), de deux piétons, de personnes qui font la queue à la poste, qui se précipitent sur le même objet en solde, etc. Dans ces cas l'appartenance à un groupe précis n'est pas déterminante. Le conflit peut toutefois trouver son origine chez une seule des parties en présence. Ainsi, son histoire est souvent difficile à décrire. Un conflit peut commencer par une divergence d'opinion, un constat de comportements différents, la recherche d'appropriation, la jalousie, une confrontation à l'inconnu, être seulement chargé de la peur de l'inconnu, se développer par des propos de rejet, jusqu'à l'exclusion, s'articuler autour de conception d'intérêts opposés, être justifié par les parties par des questions de valeurs ou de croyances…
Nous retrouvons ainsi dans les conflits tout ce qui chez l'Homme peut être considéré comme passion.
La surenchère critique voire insultante précède souvent des actes de violence. Cette surenchère est manifeste d'un blocage de l'empathie naturelle. Il est de trois types :
- faire toujours plus que ce que l'on fait beaucoup habituellement ;
- faire toujours autant et ni plus ni moins que ce que l'on fait par habitude, sans prise en compte de l'autre ;
- faire moins que ce que l'on fait peu habituellement.

Face à une attitude conflictuelle, Henri Laborit a identifié trois attitudes[Où ?] :
- la fuite ;
- la révolte ;
- la soumission.

Très présent au cœur des débats philosophiques, dans les relations maître/esclaves, Platon rapportait dans La République la problématique conflictuelle en soi par l'énoncé de la relation maître-esclave en soi[pas clair].

### Conflits intra-groupe
Les conflits intra-groupes font référence à des conflits entre deux membres ou plus du même groupe ou équipe. Au cours des dernières années, les conflits intra-groupe ont capté l'attention du domaine littéraire sur les conflits et la dynamique des groupes. Cet intérêt pour l'étude du conflit intra-groupe peut être liée à l'utilisation omniprésente des groupes de travail et des équipes de travail dans de nombreuses organisations, y compris les groupes de travail décisionnels, les groupes de projets ou les équipes de production. Jehn a identifié deux types principaux de conflit intra-groupe : les conflits de travail et les conflits relationnels.
Les raisons des conflits intra-groupe sont nombreuses et variées. Elles peuvent être dues à l'incertitude des tâches ou des objectifs, l'augmentation de la taille du groupe, l'évolution de la diversité (c.-à-d. Le sexe, l'âge, la catégorie sociale),, le manque de partage d'information et de l'interdépendance des tâches élevées.
Dans un groupe constitué, par exemple le service commercial d'une entreprise, les conflits peuvent relever de diverses causes : luttes de pouvoir, conflits structurels dus à l'inégale distribution des ressources selon les fonctions, ancienneté, etc.
Néanmoins, dans certaines communautés, le conflit fait partie intégrante du groupe. Elle en est même l'élément central. On peut prendre le cas des communautés de joueurs de jeux vidéo où l'objectif est de créer une rivalité au sein du jeu afin d’embellir l'expérience de jeux. Cela permet ainsi d'avoir des confrontations virtuelles comparables aux rencontres sportives. On peut alors parler de conflit légitime car il y a consenti des joueurs.

### Conflits inter-groupes
Conflit impliquant au moins deux groupes ou communautés ayant une culture et/ou une idéologie différente. Entre des groupes ethniques ou raciaux par exemple, des conflits armés ou une lutte intellectuelle idéologique ayant ou non recours à la violence pour des raisons de droits, de pratique de l'ensemble des principes et coutumes d'une religion, ou pour la suprématie de celle-ci.
La psychologie sociale suggère que les « groupes sont généralement plus compétitifs et agressifs que les individus ». Deux principales sources de conflits inter-groupes ont été identifiées : « la compétition pour les ressources matérielles précieuses, selon la théorie du conflit réaliste, ou pour les récompenses sociales comme le respect et l'estime... comme décrit dans la théorie de la frustration relative ». Les conflits de groupe peuvent facilement entrer dans une spirale d'hostilité croissante marquée par le clivage du moi des points de vue.

## Différentes sources de conflits
Il y a huit catégories de conflits interpersonnels :
- les conflits d'intérêts
- les conflits de pouvoir
- les conflits identitaires
- les conflits territoriaux
- les conflits de relation
- les conflits cognitifs
- les conflits affectifs
- les conflits culturels

### Conflits de succession en Afrique
En Afrique Subsaharienne les conflits de succession sont fréquents. En réalité la succession selon la tradition africaine est liée aux esprits des ancêtres qui choisissent le successeur, car  ce sont eux qui s'étaient sacrifiés pour le peuple et son intégrité. Ainsi le choix est fait dans la famille royale. Mais par contre les descendants entrent en conflit pour accéder au pouvoir traditionnel. D'autres même ne connaissent rien en la culture et tradition du terroir concerné mais au nom de la politique, ils veulent et parfois accéder au pouvoir traditionnel sans la bénédiction des ancêtres. Malgré les règles successorales les conflits existent toujours. A la fin du 20e siècle dans  le royaume Kuba le conflit de pouvoir avait rongé le peuple jusqu'à l'intronisation du nouveau roi en 1970.  En Afrique du sud récemment en 2022,  les héritiers du roi zoulou s'affrontent au tribunal pour accéder au pouvoir. Le roi zoulou avait 6 femmes et au moins 28 descendants.

## Comportements face aux conflits
- L'évitement / fuite
- L'apaisement / soumission
- L'affrontement / domination
- La confrontation / dialogue